# Georg Heinrich Bernhard Jürgens
Georg Heinrich Bernhard Jürgens (* 26. Oktober 1771 in Jever; † 12. September 1846 ebenda) war ein deutscher Botaniker, Algenforscher, Rechtsanwalt und Notar. Er war von 1829 bis 1845 Bürgermeister von Jever. Sein botanisches Autorenkürzel lautet „Jürg.“.

## Leben
Georg Heinrich Bernhard Jürgens besuchte das Gymnasium in Jever und studierte anschließend Jura und Botanik an den Universitäten in Erlangen und Göttingen. Nach seinem Studienabschluss ließ er sich 1812 als Rechtsanwalt und Notar in Jever nieder. Von 1829 bis 1845 wirkte er als Bürgermeister von Jever.
Sein Hauptwerk als Algenforscher ist seine zwischen 1816 und 1824 erschienene 19-bändige Algae Aquaticae, in der er seine an der Nordwest-Küste Deutschlands gesammelten Algen beschrieben hat.
Am 28. Februar 1820 wurde er unter der Präsidentschaft von Christian Gottfried Daniel Nees von Esenbeck mit dem akademischen Beinamen Moehringius zum Mitglied (Matrikel-Nr. 1184) der Leopoldina gewählt. Die Wahl seines Beinamens war dabei eine Reminiszenz an seinen Großvater, den Arzt und Naturforscher Paul Heinrich Gerhard Moehring (1710–1792), der ihm früh naturwissenschaftliches Grundlagenwissen vermittelte.
Er war Mitglied der Königlich-Bayrischen Botanischen Gesellschaft zu Regensburg und der Naturforschenden Gesellschaft zu Emden. Herzog Peter Friedrich Ludwig ernannte ihn 1823 zum Mitglied in der oldenburgischen Landwirtschafts-Gesellschaft.
Franz Karl Mertens benannte ihm zu Ehren die Alge Conferva juergensii Mertens, 1816, die aktuell in die Synonymie von Chaetomorpha ligustica (Kützing) Kützing, 1849, gestellt wird.
Friedrich Traugott Kützing benannte 1843 die von Jürgens von der Küste von Wangerooge beschriebene Rivularia actra nach Jürgens Euactis juergensii Kützing 1843.
Sein Herbarium wurde 1838 vom Großherzoglich Naturhistorischen Museum erworben und umfasst etwa 7540 Belege. Es befindet sich noch heute im Landesmuseum für Natur und Mensch in Oldenburg.
Der Buchbestand der Jürgensbibliothek wird im Mariengymnasium Jever gelagert.